# Стоицизм

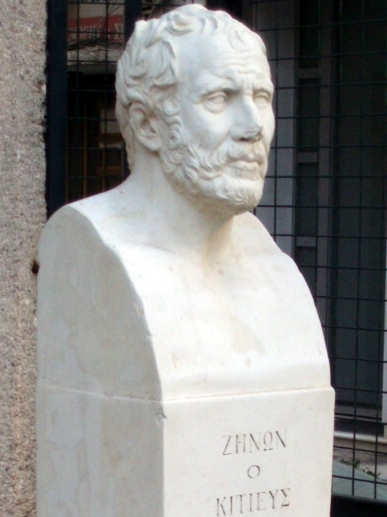
Зенон Китийский

Стоици́зм — философская школа, возникшая в Афинах ок. 300 г. до н. э. во времена раннего эллинизма и сохранившая влияние вплоть до конца античного мира. Именование получила по названию Расписной стои, где основатель стоицизма Зенон Китийский впервые самостоятельно выступил в качестве учителя. Стоики считали себя продолжателями учения Гераклита.
В истории стоицизма различают три главных периода: Древняя (Старшая) Стоя (конец IV века до н. э. — середина II века до н. э.), Средняя (II—I века до н. э.), Новая (I—III века н. э.). Наиболее известны в наше время из представителей Древней Стои Зенон Китийский, Клеанф и Хрисипп, на перечне сочинений которого соответствующий фрагмент труда Диогена Лаэртского обрывается.
Стоицизм процветал во всём римском и греческом мире до III века нашей эры. Видными представителями стоицизма в Древнем Риме были Луций Анней Сенека, Эпиктет и император Марк Аврелий. Стоицизм пережил упадок после того, как христианство стало государственной религией в IV веке нашей эры. С тех пор он пережил пробуждения, особенно в эпоху Возрождения (неостоицизм) и в современную эпоху (современный стоицизм).
В переносном смысле стоицизм — твёрдость и мужество в жизненных испытаниях.

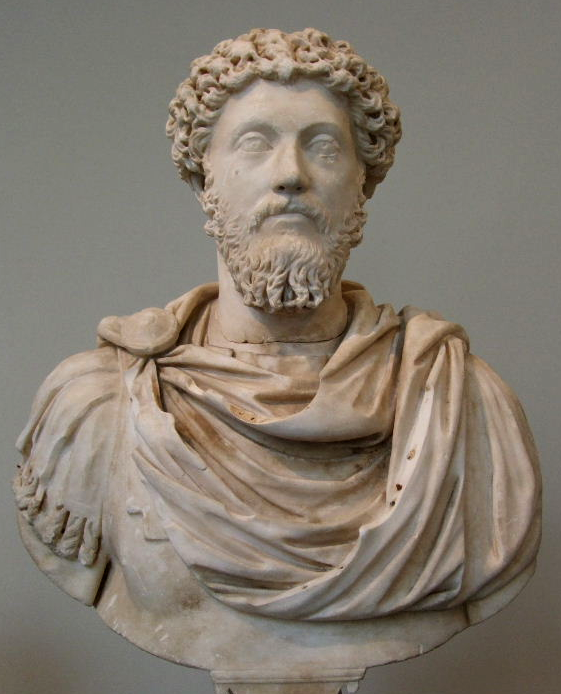
Марк Аврелий

## Название
Первоначально стоицизм был известен как «Зенонизм» по имени Зенона Китийского. До выявления данной школы стоиками в Афинах называли сообщество поэтов, собиравшихся в Стоа Пойкиле за сто лет до появления там Зенона и его учеников и единомышленников. Зенон и его последователи собрались там, чтобы обсудить свои идеи. Когда Зенон впервые начал преподавать, он не мог позволить себе такое здание, как Академия Платона или Лицей Аристотеля, поэтому он и его последователи собрались под сенью Стоа Пойкиле на рынке, где каждый мог слушать и присоединяться к дебатам. Поэтому иногда стоицизм называют просто «стоа» или философией «портика».

## Периодизация

### Древняя Стоя
Древняя стоя: III—II века до нашей эры. Схолархи Древней Стои:
- Зенон Китийский (ок. 336—264 гг. до н. э.) основал школу в Афинах в 322 г. до н. э.
- Клеанф (? — ок. 232 г. до н. э.)
- Хрисипп из Сол (281/277 — 208/205 гг. до н. э.).
- Зенон Тарсский
- Диоген Вавилонский в 155 г. до н. э. во главе посольства отправился в Рим и ознакомил римлян с идеями стоицизма.
- Антипатр из Тарса

Также к Древней Стое относились Персей Китийский, Аристон, Герилл, Сфер Боспорский, Кратет Малльский, Аполлодор из Селевкии, и др.
Стоицизм стал основной популярной философией среди образованной элиты в эллинистическом мире и Римской империи до такой степени, что, по словам Гилберта Марри, «почти все преемники Александра […] исповедовали себя стоиками».

### Средняя Стоя
Средняя стоя (стоический платонизм): II—I века до нашей эры. Представители: Панетий Родосский (ок. 180—110 гг. до н. э.) и Посидоний (ок. 135—51 гг. до н. э.). Они развивали стоицизм в Риме, тогда как Архедем из Тарса распространил это учение в парфянский Вавилон. Другие представители: Мнесарх, Дардан, Гекатон Родосский, Диодот, Гемин, Антипатр из Тира, Афинодор и др.

### Поздняя Стоя
Поздняя стоя (римский стоицизм): I—II века н. э. Сенека (4 г до н. э. — 65 г н. э.), Эпиктет (50—138 гг. н. э.) и Марк Аврелий (121—180 гг. н. э.). Другие представители: Музоний Руф, Секст Херонейский, Гиерокл, Корнут, Евфрат, Клеомед, Юний Рустик и др. Римский стоицизм объединял идеал мудреца и «доблестного мужа», акцентируя внимание на обязанностях гражданина перед обществом и государством. При этом отмечается её пессимистический и героический характер.
Иногда выделяют 4-й период в развитии стоицизма, связывая его с учениями некоторых пифагорейцев и платоников I—II века н. э., Филона Александрийского.
В конечном итоге произошло сближение стоицизма с неоплатонизмом, а затем растворение его в последнем.
Также, несомненно влияние стоицизма на гностические учения аскетической направленности (валентинианская и маркионитская школы).

## Учение стоиков
Диоген Лаэртский со ссылкой на Зенона Китийского разделял учение стоиков на три части: физику, этику и логику (последний термин, возможно, именно Зенон ввёл в философское обращение). По Э. Целлеру, это деление стоики заимствовали от платоников. Известно их сравнение философии с фруктовым садом: логика соответствует ограде, которая его защищает, физика является растущим деревом, а этика — плодами. Также свою систему классификации стоики сравнивали с животным и с яйцом. В первом случае кости — логика, мясо — физика, душа животного — этика; во втором — скорлупа — логика, белок — физика, а желток яйца — этика.
Клеанф же различал в философии диалектику, риторику, этику, политику, физику и теологию. Хрисипп вернулся к делению Зенона, ставя, как и тот, на первое место логику. Но если Зенон ставил после логики физику, то Хрисипп — этику.
Стоики не превозносили разум как нечто самоценное, могущее непосредственно познавать истину. В их концепции истина уже не просто познаётся как нечто неизменное и данное извне; она формируется в процессе осмысления интеллектом воспринимаемой действительности. Секст Эмпирик указывал, что стоики признавали истинным лишь некоторую часть ощущаемого и мыслимого. При этом ощущаемое не является истинным непосредственно, а лишь «посредством своего отношения к соответствующим ему мыслям»: истина — продукт интеллектуального анализа человеком его восприятий. Истина не является не только чем-то внешним, но и не принадлежит непосредственно интеллектуальному мышлению, а является продуктом согласия интеллекта с предметной сущностью явления/объекта, причём такое согласие требует интеллектуальных усилий, на которые способен не каждый, а только мудрецы.
Будь подобен скале:
волны беспрестанно разбиваются о неё,
она же стоит недвижимо, и вокруг неё стихают взволнованные воды..Марк Аврелий
Деление на «мудрецов» и «глупцов» у стоиков «отменило» предшествующую концепцию разума как бога, определителя всего сущего, кроме себя самого. У стоиков же разум сохранился как первопричина всего, но именно в учении о природе, «физике». В теории же познания, «логике», разум обрёл новую силу: возможность определять истинность именно в плане оценки феноменов действительности. Ранее для достижения истины было достаточно «просто мыслить», теперь же требуется акт согласия мышления с мыслимым.
Хотя стоики придерживались концепции божественного разума в своей физике, по большей части они уделяли внимание «прикладному», человеческому разуму, и в отношении его придерживались достаточно скептической позиции и занимались темой критерия истины. Если ранее философы считали, что надо лишь всем мыслить правильно и тем самым общество истины и справедливости наступит автоматически, то стоики указывали на противоречие идеалов философии и действительности.
Некоторые исследователи считают, что стоики считали современные им общественные имперские отношения несправедливыми, и на этом основании могли вообще не верить в наличие истины и справедливости. Д. А. Гусев считает, что именно такое положение дел подвигло и стоиков, и христианских проповедников того периода на разделение единого античного восприятия мира на мир, безразличный к человеку, и «другой» мир, который соответствует поискам справедливости и истины. Ранняя христианская идея «эмпирического мира» в дальнейшем развилась до появления мировых религий, стоическая же дала начало методологии науки. Кроме того, философская доктрина стоиков предопределила их отношение к государству, их политические воззрения. Так, в стоицизме появляется понятие «космополиса», самих же их можно назвать «космополитами». Так как весь мир подчинён единому божественному закону, разумному устроению, то он весь и является единым полисом, в котором должны царствовать не человеческие законы, но единый закон божественного разума.

### Логика
Логика состояла из риторики (наука говорить) и диалектики (наука спорить). Логика подразумевала учение о представлениях, суждениях, умозаключениях и доказательствах.
Исходным пунктом стоической теории познания является материя. Хрисипп говорил: «…что восприятие изменяет состояние нашей материальной души». Зенон полагал, что оно отпечатывается в душе, как в воске.

### Физика
Физика или учение о природе стоиков характеризуется как пантеизм: они представляют мир живым организмом, управляемым имманентным божественным законом логосом. Человеческая судьба является проекцией этого логоса, поэтому стоики возражали против идеи спора с судьбой или её испытаниями.
Согласно стоицизму, всё существующее — телесно, и различается только степенью «грубости» или «тонкости» материи. Сила не есть нечто нематериальное или абстрактное, а есть тончайшая материя. Сила, управляющая миром в целом, — Бог. Вся материя есть лишь модификации, находящиеся в вечном изменении этой божественной силы и снова и снова растворяющиеся в ней. Вещи и события повторяются после каждого периодического воспламенения (экпиросис) и очищения (катарсис) космоса.
В центре теологии стоиков находится логос.
Логос неразрывно связан с материей. Он находится в смешении с ней; он целиком пронизывает, формирует и образует её, созидая тем самым космос.
Взаимосвязь всего со всем понимается как осмысленный порядок, реализуемый божественной волей. Такой порядок стоики называют роком, а предопределённую им цель — провидением.
В отношении истины как того, что «реально есть», подняв вопрос критерия, стоики по сути проявили не только скептический подход, но и осуществили революционную смену парадигмы мышления, зародив начала научного метода, указав на необходимость доказательства, а не просто «открытия» истины путём философских размышлений. При этом истина заранее неизвестна и должна находиться посредством оценки гипотез. Таким образом истина стала рассматриваться не как абсолютное, а как относительное понятие, которое может быть опровергнуто в будущем. Можно сказать, что стоики здесь предвосхитили позитивизм: явление может существовать теоретически, но истинным оно считается лишь после получения доказательств такого существования на практике. И если позитивисты, уже имея представление о научной методологии, отделили «позитивную» науку от «спекулятивной» философии, то стоики занимались вопросом критерия истины именно теоретически, поскольку концепции эмпирической науки ещё не существовало. Более того, стоики были даже «продвинутее» позитивистов: они понимали неочевидность критерия истины как наблюдения и не считали чувственные образы «объективной реальностью».
Именно стоики первыми осознали суть научной методологии: не считать за истину «очевидное», ничего не принимать на веру, а именно что постоянно искать истину и сомневаться в «очевидном». Они поняли, что мышлению надо осмысливать не некую «самую настоящую истину», а феномены восприятия — говоря современным языком, это и есть теоретическое моделирование и поиск научной истины: она возникает как теория, базируясь на эмпирических данных, которые при этом «теоретически нагружены» изначально (не бывает фактов самих по себе, вне контекста), и поэтому, в отличие от мнения позитивистов, фундаментально именно теоретическое мышление, а не эмпирический уровень познания. Однако пониманию стоиками эмпирико-теоретической дихотомии познания ещё не хватало исторического рассмотрения темы, к чему пришли лишь в середине XX века. Можно сказать, что философия науки П. Фейерабенда — дальнейшее развитие теории познания стоиков..
Стоики не отрицали существование реальности, которая существует сама по себе, но указывали, что воспринимаем мы её лишь в нашем субъективном отношении; «объективное» восприятие невозможно. Это первое осознание проблемы отличия «реальности для себя» и «действительности для нас», неустранимости фактора субъективности восприятия. Обыденное восприятие не отличает реальность саму по себе от нашего восприятия; стоики не просто развили теорию познания, но указали на необходимость изъятия обыденного подхода из таковой. В дальнейшем развитие науки не раз приводило к отбрасыванию «обыденного мышления»; примеры: теория флогистона, переход от механики Ньютона к теории относительности.
Таким образом, бытие, «реальность для себя», существует независимо от нас, при этом наука не может познавать бытие непосредственно и трактует истину как согласие мышления с мыслимой предметностью, действительностью. Научная истина определяется в процессе познания, а не существует в готовом виде. Из понимания возможности ошибок познающего субъекта следует необходимость постоянного поиска истины, а не вера в достижение таковой. Научное мышление всегда скептично, между тем как «простое бытовое» склонно к доверчивости и вере. Стоики предвосхитили идеи И. Канта об эмпирическом характере научной истины. Кант указывал на эмпиризм как фундаментальное ограничение теоретического мышления, однако он не исключал таковое, а лишь указывал, что оно не должно претендовать на в принципе недоступную «реальность для себя».
Однако стоики превозносили теоретическое мышление как единственный способ познания истины, и эмпиризм не только не служил критерием верности рассуждений, но, можно сказать, игнорировался в этом плане; куда важнее была «теоретическая истина».

### Этика
В этике стоицизм близок киникам, однако не разделяет презрительного отношения последних к культуре. Все люди — граждане космоса как мирового государства; стоический космополитизм уравнивал (в теории) перед лицом мирового закона всех людей: свободных и рабов, греков и варваров, мужчин и женщин. Всякое нравственное действие, согласно стоикам, является самосохранением и самоутверждением, причем личное самосохранение должно включать в себя заботу о других, что, в свою очередь, способствует достижению общего блага. Все грехи и безнравственные поступки — это саморазрушение, утрата собственной человеческой природы. Правильные желания и поступки — гарантия человеческого счастья, для этого надо всячески развивать свою личность в противовес всему внешнему, не склоняться ни перед какой силой.
Согласно стоикам, самосохранение как цель имеется не только у людей и животных, но и у растений, хотя пути её достижения отличаются. Растения не в состоянии что-либо ощущать и поэтому просто сохраняют себя. Животные могут ощущать, поэтому стремятся к самосохранению, но не осмысленно, лишь согласно физическим ощущениям. Человек же стремится к самосохранению осмысленно. При этом такое сохранение относится именно к мышлению — важно «духовное» самосохранение, а не физическое, как у животных.
Благом стоики считали не физическое выживание, а способность жить своим разумом, что соответствовало гносеологической позиции восприятия теоретического мышления как единственной опоры человека в этом мире. Важен был не результат, а сама работа мышления как процесс, который в будущем может быть скорректирован. Такой подход имеет сходство с научным мышлением, которое подразумевает именно беспристрастный анализ имеющихся фактов и выработку теоретической модели. Этика стоиков была тесно связана с физикой. Стоики даже одобряли самопожертвование — но только в результате сознательного решения.
Исходная идея стоической этики — это предустановленный ход мировых событий (детерминизм). Цель человека заключается в том, чтобы невозмутимо (апатично, мужественно, стойко) жить «в согласии с природой», которой управляет логос. Это единственный способ достижения гармонии. «Кто согласен, того судьба ведёт, кто не согласен, того она тащит». Отходом от этого принципа будет рабство страстям и аффектам, которые суть «несогласные с природой движения души».
Стоики выделяют четыре вида аффектов: удовольствие, отвращение, вожделение и страх. Их необходимо избегать, пользуясь правильным суждением.
Гегель критиковал стоиков за призывы жить по «велению разума», не обращая внимание на отличие «хороших» и «плохих» устремлений. Поскольку высшее благо — само мышление как процесс, то его содержание вторично, и такая позиция несовместима с догматикой этического абсолюта. Также Гегель указывал, что, хотя у стоиков существовал концепт «мудреца», сложно понять, каким критериям он должен соответствовать, если всё вращается в «процедурном круге» мышления.
До стоиков «процедуры мышления» не выделялись наособицу и если упоминались, то в общем виде, как частности космологического разума, на восприятие которого надо просто «настроиться» и тем самым получить знание истины в любом аспекте — как в физическом, так и этическом плане. Стоики же стоят на позиции «ухода в собственный, индивидуальный разум», в результате чего должно возникать состояние согласия с самим собой.
Все вещи стоики делят на благо, зло, безразличие (адиафора).
Предпочитать следует вещи, связанные с природой. Такие же различия стоики проводят и между поступками. Существуют дурные и благие поступки, средние поступки называются «подобающими», если в них реализуется естественная предрасположенность.
О. Б. Скородумова отмечает, что стоикам была свойственна мысль о внутренней свободе человека. Так, пишет она, убеждённые в том, что мир детерминирован («закон судьбы совершает своё право… ничья мольба его не трогает, ни страдания не сломят его, ни милость»), они провозглашают внутреннюю свободу человека как высшую ценность: «Тот, кто думает, что рабство распространяется на личность, заблуждается: его лучшая часть свободна от рабства».
М. Л. Хорьков отмечал интерес стоиков к проблеме поэтического. Так, «Зенон пишет книгу „О чтении поэзии“, Клеанф — „О поэте“, Хрисипп — „О стихах“ и „О том, как читать стихи“. Страбон, сам приверженец стоической философии, отмечает, что, по мнению стоиков, существует тесная связь между поэтическим и всеми без исключения частями философии». В связи с этим Хорьков считает символичным, что до появления в Стое философов, которые получили от этого портика и своё название, там обитали поэты, которых и называли «стоиками».
В. Г. Борухович отмечал, что поскольку греческая проза появилась намного позже поэзии, то на этом основании грамматики стоической школы считали прозу выродившейся поэзией.
Кроме того, стоики выступали против рабства. Это напрямую вытекало из их этики и онтологии. Так как все люди, по их мнению, одинаково являются творениями божественного провидения, подчиняются единому божественному закону и имеют, каждый из них, частичку божественного разума, то ни один человек не имеет права подчинять себе другого.
Стоики, как и киники и скептики ранее, придерживались скепсиса по вопросу возможности человека разумного переделать общество на основе познания и поэтому считали целесообразным проповедовать индивидуальную мудрость, отделённую от общества в целом. В мире, где царит невежество, несправедливость и другие пороки, умный и порядочный человек должен не приспосабливаться к действительности, а относиться к ней как к неприятной неизбежности, оставаться невозмутимым и жить в гармонии с самим собой. В этическом плане смена трансцендентно-объективного смыслового мира на интерсубъективный близка к скептической позиции: «утешительный» мир объективности и истины отменяется, невозможно переложить ответственность с лично себя на нечто внешнее.
Во времена Римской империи учение стоиков превратилось в своего рода религию для народа, причём по всей империи, а наибольшим влиянием пользовалось в Сирии и Палестине. Влияние этического учения стоиков прослеживается, в частности, у Цицерона, особенно в «Тускуланских Беседах», а именно спокойное отношение к страданиям, смерти, позиционирование позора как высшего несчастья. В продолжение всей истории стоицизма Сократ был главным авторитетом стоиков; его поведение во время суда над ним, его отказ от бегства, его спокойствие (мужество) перед лицом смерти, его утверждение о том, что несправедливость наносит больше вреда тому, кто её совершает, чем жертве, — всё это целиком отвечало учению стоиков. Такое же впечатление производили его безразличие к жаре и холоду, простота в отношении пищи и одежды и полное пренебрежение ко всякого рода удобствам. Но стоики никогда не принимали учение Платона об идеях, и большинство из них отвергало его доводы относительно бессмертия. Только языческие стоики более позднего периода, когда они противостояли христианскому материализму, соглашались с Платоном в том, что душа нематериальна; стоики раннего периода разделяли точку зрения Гераклита, что душа состоит из материального огня. Точно такую доктрину можно найти у Эпикура и Марка Аврелия, но у них огонь по-видимому не следует считать буквально одним из четырёх элементов, из которых состоит физический мир. Марк Аврелий в своих «Размышлениях» хвалит «политию, в которой существует один и тот же закон для всех, — политию управляемую, принимая во внимание равные права и равную свободу слова, — и царское правление, которое уважает более всего свободу управляемых». Не случайно Блаженный Августин так много заимствует у Марка Аврелия в своём сочинении «О граде Божием».

## Влияния
У стоиков мы впервые находим в том виде, как мы их используем сейчас, поздние христианские идеи Логоса, естественного права и естественного равенства. Этика и физика стоицизма пользовались большим прямым влиянием не только в эпоху раннего христианства и Вселенских соборов, но и в эпоху Возрождения и в раннее Новое время, а в наше время оказывает косвенное влияние через христианскую культуру.
Косвенное влияние стоицизм оказывает также через экономическую науку. Всегда спорили, оказал ли стоицизм, который преподавал в университете Адам Смит, прямое влияние на его экономическую теорию, или же его теория была всё же в большей степени обусловлена современным ему христианским стоицизмом, например, его учителя.

### Исследования
- Левек П.[англ.] Эллинистический мир. — М.: Наука, 1989. — С. 114—117.
- Невзоров И. Мораль стоицизма и христианское нравоучение. Казань, 1892. 176 с.
- Поляков И. В. Знаковая проблематика в философии Стои // Известия Сибирского отд. АН СССР. Сер. История, филология и философия. — Новосибирск, 1988. — Вып. 2. — № 10. — С. 166—170.
- Рожанский И. Д. Естествознание в эпоху эллинизма и Римской империи. — М.: Наука, 1988. — 448 С. — ISBN 5-02-008018-7
- Степанова А. С. К вопросу о параллелизме в истории философии: стоицизм и китайская философия // Paradigma. Журнал сравнительной философии. — № 2. — 2004.
- Степанова А. С. Философия древней Стои. — СПб.: Алетейя, KN, 1995. — 272 с.
- Степанова А. С. Физика стоиков: Доминирующие принципы онтокосмологической концепции. — СПб.: Издательство Санкт-Петербургского университета, 2005. — 164 с.
- Степанова А. С. Философия Стои как феномен эллинистическо-римской культуры. — СПб.: Издательский дом «Петрополис», 2012. — 400 с. — ISBN 978-5-9676-0425-6
- Столяров А. А. Стоя и стоицизм. — М.: А Kami Group, 1995. — 445 с. — ISBN 5-86187-023-3
- Столяров А. А. Раннестоический корпус текстов: Принципы формирования и основные издания // Вестник Российского гуманитарного научного фонда. — 1997. — № 3. — С. 155—162.
- Этика стоицизма. Традиции и современность / Под ред. А. А. Гусейнова. — М.: ИФАН, 1991. — 116 с. — ISBN 5-201-01806-8
- Крицкая С. Ю. Отражение языковых взглядов стоиков и атомистов в трактате Марка Теренция Варрона «О латинском языке» // Epistolai. Сборник статей к 80-летию профессора Наталии Александровны Чистяковой. / Отв. ред. Л. Б. Поплавская. — СПб.: Санкт-Петербургский университет, 2001. — 188 С.
- Sambursky S. Physics of the Stoics. — Routledge & Kegan Paul Ltd., 1959. — 148 с.
- Todd, Robert B. Alexander of Aphrodisias on stoic physics: a study of the De mixtione with preliminary essays, text, translation and commentary. — Leiden: Brill, 1976. — 272 P. — ISBN 90-04-04402-7, 978-90-04-04402-9.
- Галерея античных философов: В 2т. / ред. В. Я. Кисиль, В. В. Рибери. — М.: Фаир-пресс, 2002. — 576 с.
- X. S. Thani-Nayagam, «Indian Thought and Roman Stoicism», Tamil Culture 10 (1963):1—36.
- Чанышев А. Н. Курс лекций по древней и средневековой философии. — М.: Высшая школа, 1991. — 512 с.
- Массимо Пильюччи. Как быть стоиком. Античная философия и современная жизнь = Massimo Pigliucci.  How to Be a Stoic: Using Ancient Philosophy to Live a Modern Life. — М.: Альпина  Нон-фикшн, 2018. — 279 с. — ISBN 978-5-91671-489-0.
- Уильям Ирвин. Радость жизни. Философия стоицизма для XXI века, 2021.
- Смирнов Д. В. Стоицизм // Православная энциклопедия. — М., 2022. — Т. LXVI : Стаднюк — Суздальский Александровский мужской монастырь. — С. 485-504. — 720 с. — 30 000 экз. — ISBN 978-5-89572-073-8.